# Hype Machine
Hype Machine é um site agregador e indexador de áudio postado em blogs, twitter e sites de música, como SoundCloud, por exemplo. O site gera um feed em sua página principal com as músicas disponíveis em blogs, micro-blogs e páginas da internet mais recentes e mais populares, desta forma o usuário pode escolher e ouvir músicas no site. Alem disso, é possível favoritar as músicas e criar sua própria coleção de audio. O site gera um ranking de músicas, artistas e álbuns mais populares na forma de uma parada musical chamada pelo Hype Machine de  zeitgeist.